# Фундетура (Бакеу)
Фундетура (рум. Fundătura) — село у повіті Бакеу в Румунії. Входить до складу комуни Мотошень.
Село розташоване на відстані 236 км на північний схід від Бухареста, 48 км на південний схід від Бакеу, 91 км на південь від Ясс, 110 км на північний захід від Галаца.

## Населення
За даними перепису населення 2002 року у селі проживали 159 осіб, усі — румуни. Усі жителі села рідною мовою назвали румунську.